# Verfassunggebende Versammlung Ecuadors

Alianza PAÍS
Partido Sociedad Patriótica 21 de Enero (19)
Partido Renovador Institucional Acción Nacional (8)
Partido Social Cristiano (5)
Movimiento Popular Democrático (4)
Alianza PS-FA–MUPP-NP (4)
Red Ética y Democracia (3)
Alianza ID–PC (2)
Una Nueva Opción (UNO) (2)
Partido Roldosista Ecuatoriano (1)
Movimiento Honradez Nacional (1)
Movimiento Ciudadano Independiente Futuro Ya (1)

Die Verfassunggebende Versammlung Ecuadors 2007/08 wurde von Ecuadors Präsident Rafael Correa einberufen, um mit einer neuen ecuadorianischen Verfassung die Neugründung des Landes zu ermöglichen. Sie begann und endete mit Volksabstimmungen. Die erste Volksabstimmung am 15. April 2007 ging um die Frage, ob eine Verfassungsgebende Versammlung einberufen werden soll. Über 80 % der Abstimmenden votierten mit „Ja“.
Am 30. September 2007 erfolgte die Wahl der Abgeordneten der Versammlung, bei der erstmals in der ecuadorianischen Geschichte ein Quotengesetz galt, nach dem sich männliche und weibliche Kandidaten auf den Listenplätzen abwechseln müssen.
Die erst im Vorjahr entstandene Partei Alianza PAÍS des Präsidenten erhielt 80 von 130 Sitzen und ließ damit die etablierten Parteien deutlich hinter sich. Neben PAÍS erhielten die vor den Wahlen 2002 entstandenen Parteien PSP (von Lucio Gutiérrez) und PRIAN (von Álvaro Noboa) die meisten Sitze, nämlich 18 bzw. 8. Die etablierten Parteien Ecuadors erlangten nur vergleichsweise geringe Abgeordnetenzahlen. Die konservative Partei Partido Social Cristiano erhielt 5 Sitze, die sozialdemokratische Izquierda Democrática und die linke MPD erhielten jeweils 3 Sitze und die populistische PRE einen Sitz. Zusätzlich entsandten die indigenistische Bewegung Pachakutik (4), die Partei RED (um León Roldós) (4) sowie die Wahlbewegungen UNO (2), Futuro Ya (1) und Honradez Nacional (1, Ximena Bohórquez) jeweils Abgeordnete.

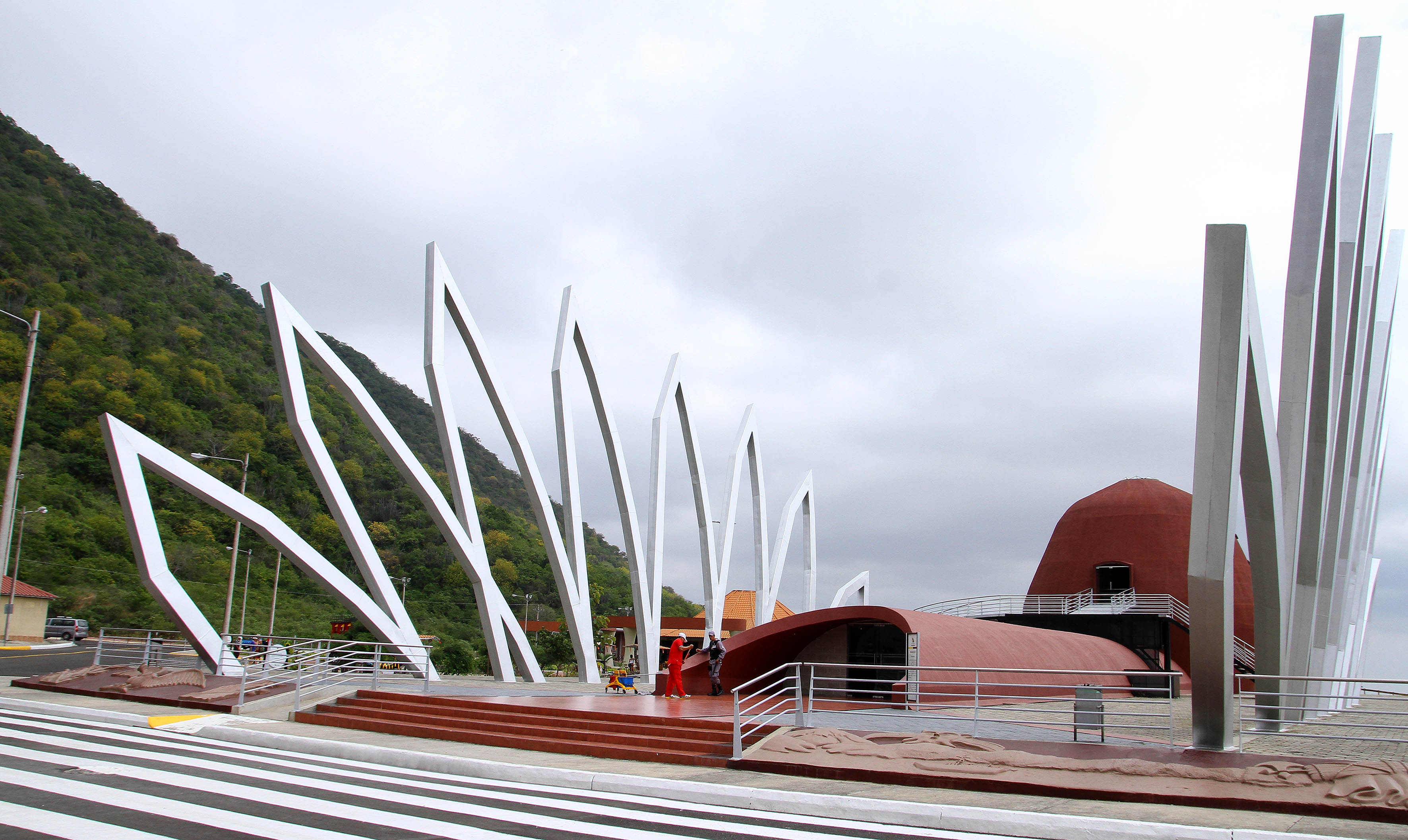
Ciudad Alfaro in Montecristi (2015)

Die Versammlung trat in Montecristi in der Provinz Manabí, dem Geburtsort von Eloy Alfaro, zusammen. Präsident der Versammlung war bis zum 24. Juni 2008 Alberto Acosta (PAÍS), der von Fernando Cordero (PAÍS) abgelöst wurde. Am 24. Juli 2008 wurde die Verfassung in der Verfassunggebenden Versammlung verabschiedet und am 28. September 2008 per Volksabstimmung mit über 60 % der Stimmen angenommen. Es handelt sich um die 20. Verfassung Ecuadors seit der staatlichen Eigenständigkeit im Jahre 1830. Sie trat am 20. Oktober 2008 durch die Veröffentlichung im Gesetzblatt offiziell in Kraft.
Auf Grundlage der neuen Verfassung fanden Präsidentschaftswahl und Wahlen zur Nationalversammlung am 26. April 2009 statt.
Bis zur Konstitution des neuen Parlaments in der Nationalversammlung am 31. Juli 2009 agierte die aus 76 Abgeordneten bestehende Kommission für Gesetzgebung der Verfassunggebenden Versammlung als Legislative Ecuadors. Der Nationalkongress war zu Beginn der Sitzungsperiode der Verfassunggebenden Versammlung in eine unbefristete Sitzungspause verabschiedet worden und wurde nach Inkrafttreten der neuen Verfassung durch die Nationalversammlung ersetzt.